# Гарет Міллер
Га́рет Мі́ллер (англ. Gareth Miller; народився 18 серпня 1987) — південноафриканський хокеїст, нападник. Виступає за «Кейптаун Ремс» в Південноафриканській хокейній лізі. У складі національної збірної ПАР учасник чемпіонатів світу 2008 (дивізіон III), 2009 (дивізіон II) і 2010 (дивізіон III). 
Виступав за команди: «Кейптаун Шаркс», «Кейптаун Ремс».

## Досягнення
- Срібний призер чемпіонату світу 2008 (дивізіон III)
- Бронзовий призер чемпіонату світу 2010 (дивізіон III, група B)